# Prievidza
Prievidza (maďarsky Privigye, německy Priwitz) je slovenské okresní město v Trenčínském kraji, 45 kilometrů východně od Trenčína. Žije v něm přibližně 42 tisíc obyvatel. Městem protékají řeky Handlovka a Nitra. Je centrem regionu Horní Nitra.

## Historie
Poprvé se město připomíná v listině Zoborského kláštera z roku 1113. Městská práva získalo 26. ledna 1383 od královny Marie Uherské a stalo se centrem řemesel a obchodu. V roce 1599 pronikli Turci spojeni s Tatary až k Prievidzi a vypálili ji spolu s dalšími městy v údolí horní Nitry. Dne 7. února 1666 na pozvání hraběnky Marie Františky Kuenové z Belasi-Pálffyové přišel z Polska do města řád piaristů, který zde vybudoval klášter s kostelem Nejsvětější Trojice a školu. V roce 1678 město přepadli a vyrabovali Kuruci pod vedením Imricha Tökölyho.
Dne 18. dubna 1896 byla dána do provozu železniční trať. V roce 1942 se 412 místních Židů stalo oběťmi holocaustu. Při leteckém útoku 29. března 1945 zahynulo třináct obyvatel, 25 jich bylo zraněno a bylo zničeno dvacet domů. Rudá armáda město osvobodila 4. dubna 1945.

## Přírodní poměry
Město leží na řece Nitra, v Hornonitranské kotlině, v sousedství lázeňského města Bojnice. Prievidza je obklopena pohořími Strážovské vrchy, Vtáčnik a Malá Fatra s horou Kľak. Těží se zde hnědé uhlí a je zastoupen dřevozpracující, konzervárenský a kožedělný průmysl. V blízkém městě Nováky je velký chemický komplex.
V katastrálním území Hradec leží přírodní památky Hradisko a Kobylince.

## Doprava
Prievidza je železniční uzel, kde se spojují železniční tratě Nové Zámky – Prievidza, Prievidza – Horná Štubňa a Prievidza – Nitrianske Pravno. Městská hromadná doprava provozuje 17 autobusových linek. 2,5 km západně od centra města je civilní letiště s nepravidelnou dopravou, využívané především pro bezmotorové létání.

## Pamětihodnosti
- Piaristický Kostel Nejsvětější Trojice, barokní stavba z 18. století. U kostela je mariánský sloup z 18. století.
- Kostel svatého Bartoloměje, farní kostel z druhé poloviny 14. století. V interiéru je renesanční kazatelna z roku 1696. U kostela je mariánský sloup z roku 1693.
- Kostel Nanebevzetí Panny Marie, původně románský, později goticky přestavěn. Ve 13. století byl součástí tehdejšího hradu, který zanikl v roce 1321 a usadili se zde benediktini. V 15. století opuštěný klášter i s kostelem na Mariánském vršku obnovili karmelitáni a v roce 1430 se kostel stal poutním. Socha Panny Marie z 15. století je dodnes na hlavním oltáři z roku 1721.
- Sloup svaté Trojice z roku 1739 s reliéfem sv. Rozálie na náměstí Svobody
- Hornonitranské muzeum
- Sousoší svatého Cyrila a Metoděje od akademického sochaře Stanislava Mikuša bylo odhaleno 4. července 1998.

## Osobnosti
- Armin Frieder (1911–1946), rabín
- Jozef Klimko (1942–2021), právník a vysokoškolský pedagog
- Ján Pásztor (1912–1988), nitranský biskup
- Štefan Uher (1930–1993), režisér
- Cornel Wilde (1912–1989), americký herec
- Jozef Pátrovič (1941–2023), amatérský zpěvák, známý z show Československo má talent
- Ladislav Meliško (1952–2013), internetová osobnost, bavič

## Partnerská města
- Ibbenbüren, Německo
- Jastrzębie-Zdrój, Polsko
- Luserna San Giovanni, Itálie
- Šumperk, Česko
- Valjevo, Srbsko
- Velenje, Slovinsko